# Mleczajowiec zieleniejący

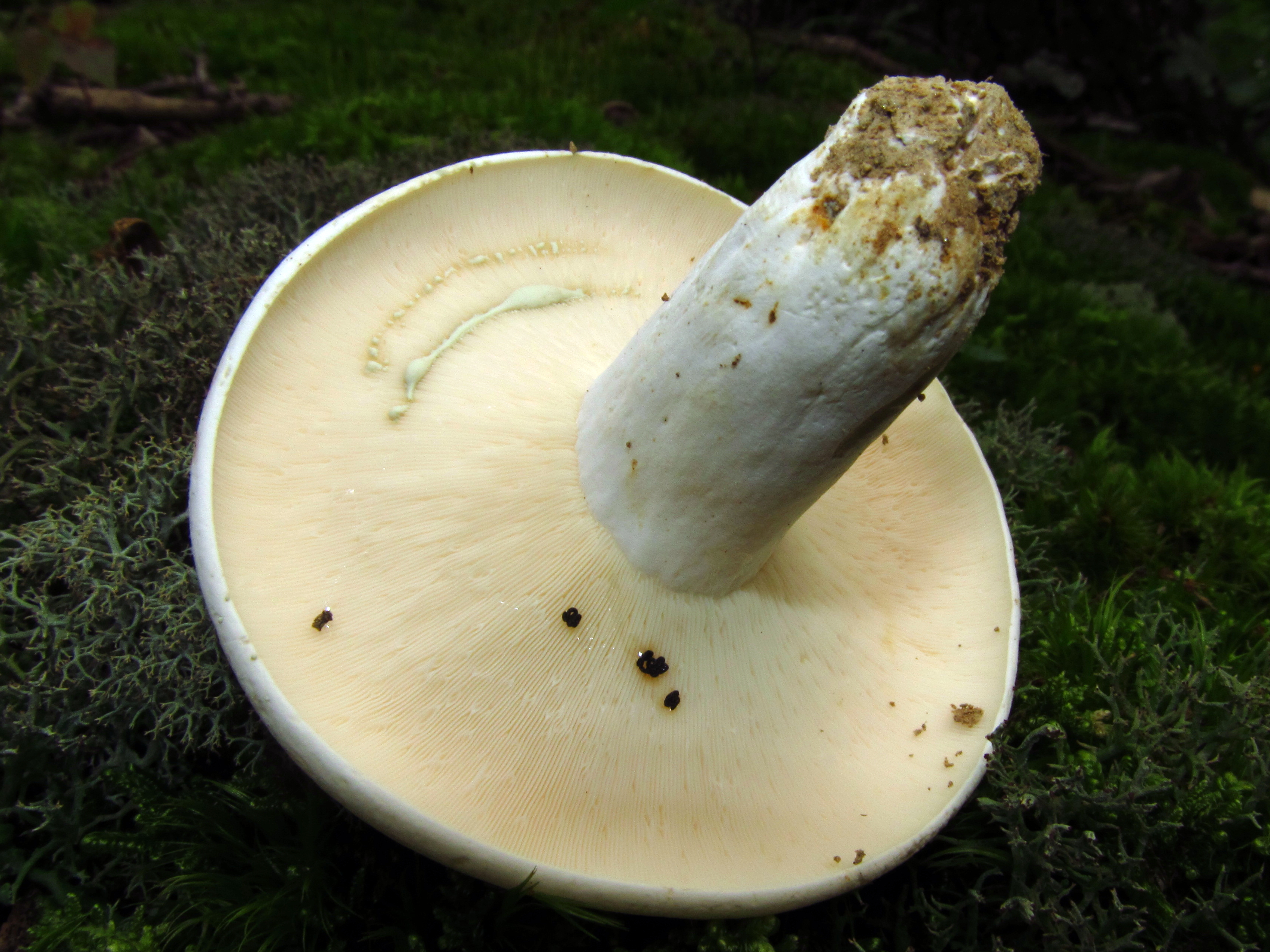

Mleczajowiec zieleniejący (Lactifluus glaucescens (Crossl.) Verbeken) – gatunek grzybów z rodziny gołąbkowatych (Russulaceae).

## Systematyka i nazewnictwo
Pozycja w klasyfikacji według Index Fungorum: Lactifluus, Russulaceae, Russulales, Incertae sedis, Agaricomycetes, Agaricomycotina, Basidiomycota, Fungi.
Po raz pierwszy zdiagnozował go w 1900 r. Charles Crossland nadając mu nazwę Lactarius glaucescens. Obecną, uznaną przez Index Fungorum nazwę nadał mu A.T. Verbeken w 2012 r.
Synonimy: 
- Lactarius glaucescens Crossl. 1900
- Lactarius piperatus var. glaucescens (Crossl.) Hesler & A.H. Sm..

Nazwę polską mleczaj zieleniejący podała Alina Skirgiełło w 1998 r. Po przeniesieniu do rodzaju Lactifluus nazwa polska stała się niespójna z nazwą naukową. W 2021 r. Komisja ds. Polskiego Nazewnictwa Grzybów Polskiego Towarzystwa Mykologicznego, uznając przeniesienie do rodzaju Lactifluus, zarekomendowała używanie nazwy „mleczajowiec zieleniejący”.

## Morfologia
Kapelusz
Lejkowaty, z podwiniętym brzegiem, czysto biały, gładki; starszy jasnobrązowy, w ciemniejsze plamy o średnicy 10–20 cm średnicy.
Blaszki
Jasnokremowe, stare nieco nakrapiane; wąskie, grube i rzadkie; przy trzonie rozwidlone.
Trzon
Biały; krótki i gruby.
Miąższ
Twardy i jędrny; na języku natychmiast mocno piekący, z białym mleczkiem oddzielonym od miąższu, przebarwiającym się na zielono i o dosyć łagodnym smaku.
Mleczko
Wypływa obficie. Jest białe i nie zmienia barwy, ale podczas wysychania twardnieje i staje się szarozielonkawe. Zaschnięte pod działaniem KOH zmienia barwę na intensywnie pomarańczową.
Cechy mikroskopowe
Wysyp zarodników niemal biały. Zarodniki krótko elipsoidalne, o rozmiarach 7–8 × 5–6 μm. Na powierzchni posiadają drobne brodaweczki brodawki połączone siateczką o dużych i przeważnie niepełnych oczkach. Podstawki mają rozmiar 30–40 × 7–8 μm. Wrzecionowate cystydy mają rozmiar 30–60 × 6–9 μm i występują dość licznie, pleurocystydy rzadziej. 

## Występowanie i siedlisko
Występuje głównie w Europie i Azji. W Ameryce Północnej podano jego występowanie tylko w prowincji Quebec w Kanadzie. W Polsce jego rozprzestrzenienie i częstość występowania nie są dokładnie znane. W piśmiennictwie mykologicznym do 2003 r. wymieniony na 5 stanowiskach.
Rozwija się na ziemi, w lasach liściastych pod grabem, leszczyną, bukiem i dębem. Owocniki pojawiają się od sierpnia do października.

## Gatunki podobne
Mleczajowiec chrząstka (Lactifluus vellereus) ma jedwabisto – wełniasty kapelusz i mleczko białe, nie przebarwiające się, zaś mleczajowiec biel (Lactifluus piperatus) – mleczko szybko wysychające, również szarozielone.